# Mombasius frontalis
Mombasius frontalis là một loài bọ cánh cứng trong họ Cerambycidae.